# Myrcia nivea
Myrcia nivea är en myrtenväxtart som beskrevs av Jacques Cambessèdes. Myrcia nivea ingår i släktet Myrcia och familjen myrtenväxter. Inga underarter finns listade i Catalogue of Life.